# Hôtel d'Arcy
L'hôtel d'Arcy est un monument situé dans la commune française du Mans dans le département de la Sarthe et la région Pays de la Loire.

## Historique
Les restes romans de la façade sud sont inscrits au titre des monuments historiques par arrêté du 13 mars 1945.

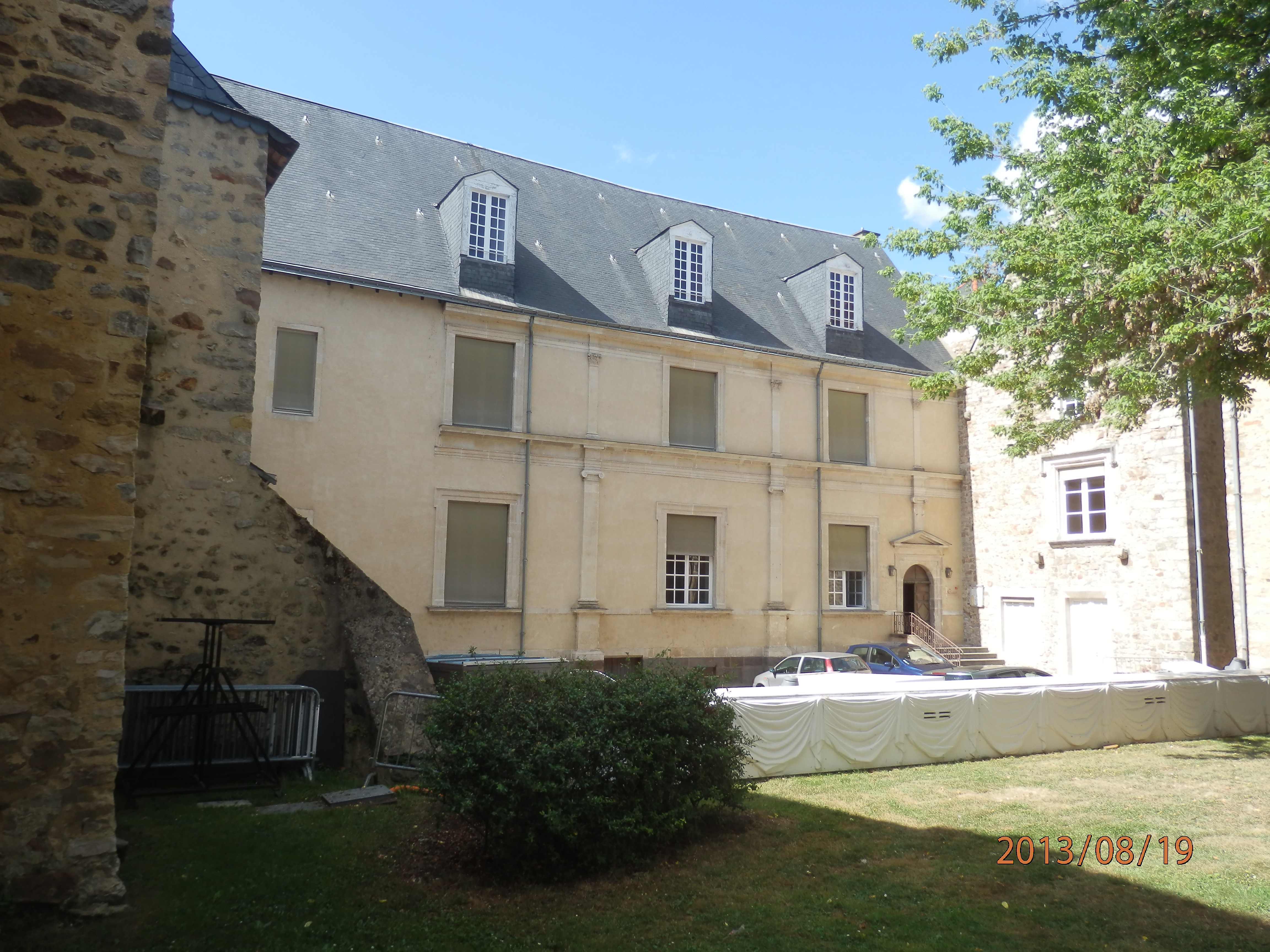